# Atoposmia phaceliarum
Atoposmia phaceliarum är en biart som först beskrevs av Cockerell 1935.  Atoposmia phaceliarum ingår i släktet Atoposmia och familjen buksamlarbin. Inga underarter finns listade i Catalogue of Life.